# Éclipse solaire du 25 décembre 2000
L'éclipse solaire du 25 décembre 2000 est une éclipse solaire partielle.
Il s'agit de l'ultime éclipse solaire du XXe siècle, et du millénaire dernier.
Elle est la dernière de la série des quatre éclipses solaires de l'an 2000, toutes partielles. Cette série suit l'éclipse totale du 11 août 1999 et précède celle du 21 juin 2001 totale également.

## Visibilité

Animation de l'éclipse du 25 décembre 2000.

La zone de visibilité de cette éclipse partielle a concerné principalement le continent Nord-Américain.